# Sepp Dostthaler
Josef „Sepp” Dostthaler (ur. 9 stycznia 1965 w Brannenburgu) – niemiecki bobsleista, olimpijczyk.

## Kariera
Największy sukces w karierze Sepp Dostthaler osiągnął w sezonie 1995/1996, kiedy zajął trzecie miejsce w klasyfikacji generalnej Pucharu Świata dwójek. Wyprzedzili go jedynie jego rodak Christoph Langen oraz Kanadyjczyk Pierre Lueders. W 1994 roku wystartował na igrzyskach olimpijskich w Lillehammer, zajmując dwunaste miejsce w dwójkach. Był to jego jedyny start olimpijski.